# Lew Kassil
Lew Abramowicz Kassil ros. Лев Абра́мович Касси́ль (ur. 27 czerwca 1905 w Engels nad Wołgą, zm. 21 czerwca 1970 w Moskwie) – popularny wśród młodzieży radzieckiej pisarz.
Ojciec Kassila był lekarzem, matka nauczycielką muzyki.
W 1923 r. po ukończeniu szkoły Kassil przeniósł się do Moskwy, gdzie zapisał się na wydział matematyczno-fizyczny Uniwersytetu Moskiewskiego. Debiutował w 1925 r. Rozgłos zyskał, jako autor autobiograficznej powieści o czasach szkolnych pt. Szwambrania (Czytelnik, 1950).
Razem z innymi radzieckimi dziennikarzami brał udział w lotach Czkałowa nad biegunem, w lotach do stratosfery, udawał się w dalekie podróże morskie. Uczestniczył również w wystąpieniach radzieckich sportowców za granicą.
W czasie II wojny światowej był korespondentem Wszechzwiązkowego Komitetu do Spraw Radia.
Ostatnimi najbardziej znanymi utworami są:
- Ulica młodszego syna (Nasza Księgarnia, 1951), napisana wspólnie z Maksem Polanowskim powieść o młodym bohaterze ostatniej wojny;
- Barwy wschodzącego słońca (Nasza Księgarnia, 1956), powieść monograficzna o młodym artyście malarzu;
- Bramkarz republiki (Iskry, 1955), ciesząca się olbrzymim powodzeniem nie tylko wśród młodzieży, ale i wśród dorosłych czytelników w Związku Radzieckim.

Na podstawie scenariusza opartego na powieści Bramkarz republiki nakręcono w swoim czasie popularny radziecki film Bramkarz.